# Agapema
Agapema ist eine Gattung der Schmetterlinge aus der Familie der Pfauenspinner (Saturniidae). The Global Lepidoptera Names Index des Natural History Museum listet vier Arten in dieser Gattung. Die Gattung ist nahe mit den Nachtpfauenaugen (Saturnia) verwandt, von dieser aber klar abgegrenzt. Die Falter der beiden Gattungen sehen sich sehr ähnlich, die Präimaginalstadien und die Lebensweise unterscheiden sich jedoch deutlich.

## Merkmale

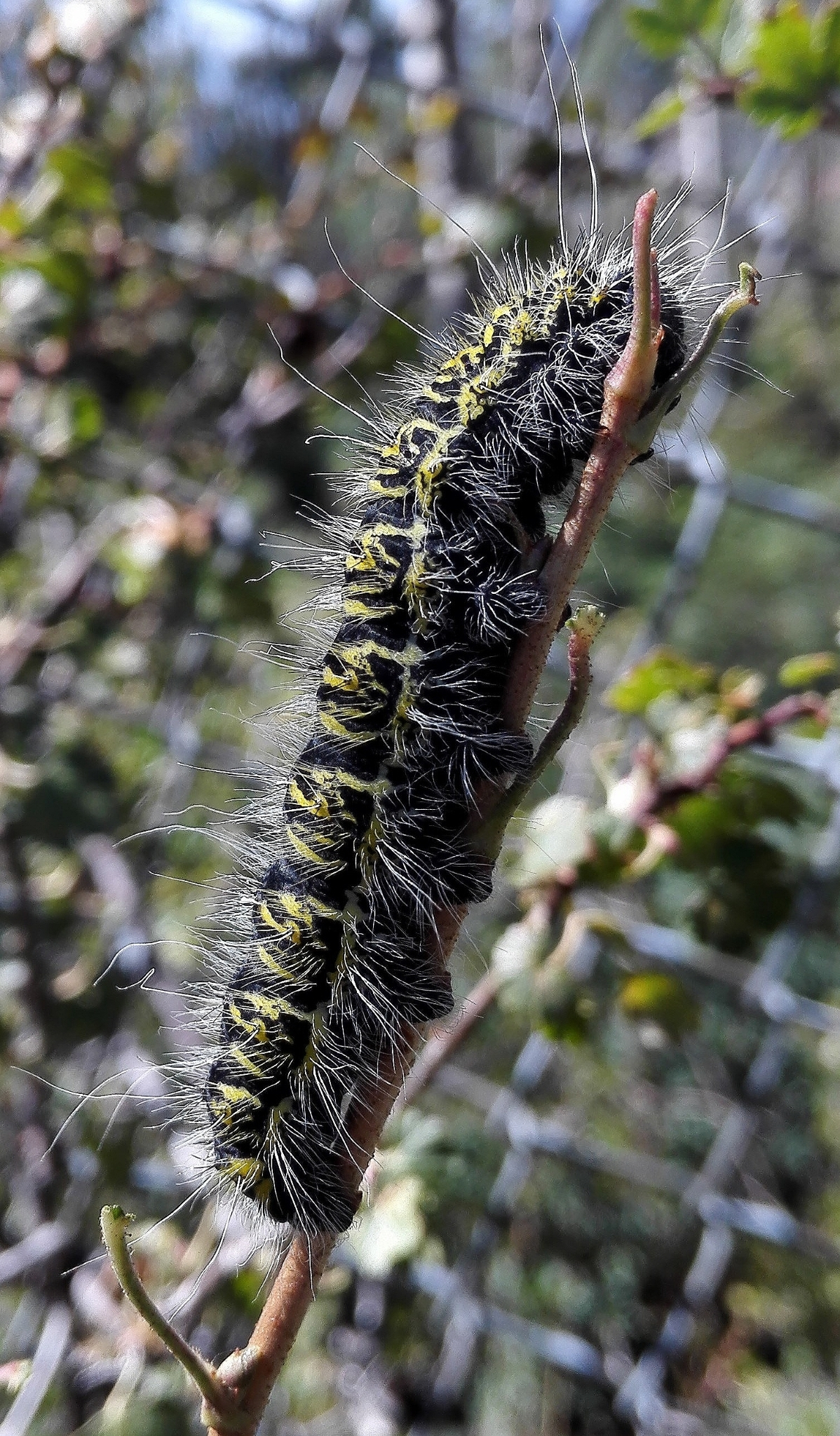
Raupe von Agapema homogena

Die mittelgroßen Falter haben schwarze, graue, braune und weiße Flügel. Auf beiden Flügelpaaren sind deutliche weiße Postmedial- und Antemedialbinden, sowie ein deutlicher diskaler Augenfleck ausgebildet. Sowohl Männchen als auch Weibchen haben doppelt gefiederte Fühler, wobei die der Männchen längere Fiederborsten haben. Die Imagines sehen denen der nahe verwandten Gattung Saturnia ähnlich, die Präimaginalstadien der beiden Gattungen unterscheiden sich jedoch stark.
Der Körper der Raupen ist dicht mit haarähnlichen Borsten (Setae) besetzt, die auf den ersten Blick denen von Glucken (Lasiocampidae) ähneln. Ihnen fehlen die Brennhaare, die bei der Gattung Saturnia ausgebildet sind. Außerdem haben die Raupen einen langgestreckteren Körper als die der Gattung Saturnia. Der Kokon, in dem die Verpuppung stattfindet, ist heller gefärbt und weniger dicht als bei Saturnia.

## Vorkommen und Lebensweise
Die Gattung Agapema hat ihre Verbreitung vom ariden Südwesten der Vereinigten Staaten von Amerika südlich bis nach Zentralmexiko.
Sämtliche Arten der Gattung sind nachtaktiv, was sie ebenfalls von der Gattung Saturnia unterscheidet, deren Arten entweder tag- oder dämmerungsaktiv sind. Soweit bekannt ernähren sich die Raupen aller Arten von Kreuzdorngewächsen (Rhamnaceae), wobei jede Art auf eine bestimmte Pflanzenart spezialisiert ist. Nach dem derzeitigen Forschungsstand tritt pro Jahr eine Generation auf.

## Taxonomie und Systematik
Die Gattung Agapema ist nahe mit der Gattung Saturnia verwandt, kann von dieser jedoch klar abgegrenzt werden. Innerhalb der Gattung wird jedoch die Anzahl der Arten und Unterarten von Autoren unterschiedlich betrachtet, sodass die angegebene Artanzahl schwankt. The Global Lepidoptera Names Index des Natural History Museum listet folgende Arten der Gattung:
- Agapema galbina (Clemens, 1860)
- Agapema solita Ferguson, 1972
- Agapema homogena Dyar, 1908
- Agapema platensis Peigler & Kendall, 1993

## Belege